# Ісламський культурний центр та мечеть (Київ)
Ісламський культурний центр та мечеть — релігійна і культурна організація міста Києва, що діє з 2001 року. Включає до свого складу приміщення (простір) для вшанування Всевишнього (Аллаха), спілкування і навчання (медресе) молитви і поклоніння (мечеть). 
Один із дев'ятьох культурних центрів, розташованих у найбільших містах України. У будівлі київського ІКЦ розташовані офіс Духовного управління мусульман України «Умма», Шаріатський комітет фатв, Український центр ісламознавчих досліджень, правозахисна організація «Разом із законом», Центр досліджень і сертифікації халяля «Альраід», гімназія «Наше майбутнє», громадські організації «Мар'ям» і «Ан-Нур», а також головний офіс Всеукраїнської асоціації громадських організацій ВАГО «Альраід».

## Інфраструктура центру
- Молитовні зали: чоловіча (вміщує 800 осіб), жіноча (400 осіб). У мечеті щодня проводиться п'ятиразова молитва (за розкладом для міста Києва);
- Бібліотека з різноманітними носіями інформації російською й арабською мовами (різноманітна література, компакт-диски, аудіо- і відео-касети про іслам і східну культуру);
- Недільна школа з вивчення арабської мови і культури ісламського світу;
- Загальноосвітня гімназія «Наше майбутнє»;
- Жіночий відділ;
- Конференц-зал на 100 осіб;
- Навчальні класи;
- Спортзал;
- Приймальня для проведення урочистих і скорботних подій.
- Також створені умови для проведення обряду нікях (одруження), джазан-намаз (заупокійної молитви), наряджання покійного.[1]

## Організації, які функціонують у Центрі
- Центральний офіс «Конгресу мусульман України»;
- Центральний офіс ДУМУ «Умма»;
- Інформаційно-аналітичний центр «Конгрес мусульман України»;
- Громадська організація «Ан-Нур»;
- Жіноча громадська організація «Мар'ям»;
- Громадська організація «Ансар Фаундейшн»;
- Правозахисна громадська організація «Разом із Законом»;
- Центр досліджень і сертифікації халяль «Альраїд»;
- Всеукраїнська громадська організація «Український центр ісламознавства».

## Діяльність
Основна діяльність ІКЦ полягає насамперед у налагодженні міжрелігійного та міжкультурного діалогу, донесенні до українців правдивої інформації про Іслам, руйнації міфів щодо Ісламу та мусульман, а також підвищення освіченості мусульман України.

### Просвітницька діяльність
З 2014 року при ІКЦ працює "Гімназія «Наше майбутнє» − приватний загальноосвітній заклад основної і середньої загальної освіти. Діяльність школи здійснюється на підставі державної ліцензії. Зміст освіти визначає державний освітній стандарт. Крім того, до навчального плану школи включено такі дисципліни, як «Арабська мова» і «Національні традиції».

### Громадська діяльність
- В Ісламському культурному центрі міста Київ 23 серпня 2015 відбувся «EAST FEST» — свято, задумане не просто як демонстрація різноманіття східних традицій, а й як ще одна ланка, що об'єднує громадян нашої країни.
- 19 грудня 2015 року в Ісламському культурному центрі Києва проведено конкурс читців Корану з України, держав пострадянського простору, близького та далекого зарубіжжя. Конкурс зібрав 56 учасників з усіх куточків України, також один конкурсант прибув з Криму і один — з окупованої частини Донбасу[2].
- Протягом 20-24 липня столиця приймала вже четверту Міжнародну ісламознавчу школу. Цього року організатори від Українського центру ісламознавчих досліджень та Всеукраїнської Асоціації громадських організацій «Альраід» спільно з ДУМУ «Умма» вирішили присвятити її найактуальнішим проблемам. П'ять робочих днів стосувались сучасних тенденцій — пошуку ідентичності, діалогу, вирішення конфліктів та екстремізму.[3]
- У приміщенні Ісламського культурного центру м. Києва активістки громадської жіночої мусульманської організації «Мар'ям» у суботу, 26 грудня 2016 року, провели День української культури. Гості були ознайомлені з українськими традиціями, зокрема гендерними: роллю і місцем жінки в українському суспільстві як сьогодні, так і в історичній ретроспективі, традиціями, які визначають життя дівчинки від народження до весілля і материнства. Після частування халяльними стравами української кухні, які приготували активістки «Мар'ям», всі охочі могли стати учасниками майстер-класу з петриківського розпису.[4]
- 5 грудня 2016 року уповноважений представник центру підписав Хартію мусульман України.[5]